# DECA-press
DECA-press este o agenție de știri din Republica Moldova, lansată la Bălți. Agenția a fost înregistrată la Ministerul Justiției al Republicii Moldova la 4 noiembrie 1996, începând să activeze din 8 februarie 1997. Agenția a fost fondată de un grup de ziariști din municipiul Bălți, cu ajutorul financiar de la Fundația Soros-Moldova Serviciul de Informații al Statelor Unite . Directorul-fondator al agenției este Vitalie Cazacu . Inițial, furniza informații din municipiu și din câteva raioane din nordul republicii.  Deja, peste un an agenția reflecta avenimente din aproape jumătate din unitățile administrativ-teritoriale ale Republicii Moldova. La sfârșitul anilor 90, agenția avea peste 40 de abonați, printre care „Teleradio Moldova”, Ambasada SUA la Chișinău, compania BOZZ Allen and Hamilton, PNUD, Centru Independent de Jurnalism, publicațiile Flux, și „Țara”. Agenția DECA-press, prin persoana directorului ei, este membru-fondator al Asociației Presei Independente din Republica Moldova . În prezent, agenția acopera tot teritoriul țării. O parte din știrile, comentariile și sinteze agenției pot fi accesate în regim liber pe internet.